# Ablacja (biologia)
Ablacja – procedura medyczna, polegająca na usunięciu określonej tkanki lub narządu. Może być stosowana w różnych celach, w tym leczniczych, diagnostycznych czy estetycznych, na przykład do usunięcia torbieli, kamienia nazębnego, znamion lub brodawek. W kardiologii interwencyjnej ablacja oznacza zabieg wykonywany za pomocą cewnika, mający na celu zniszczenie obszarów serca odpowiedzialnych za nieprawidłową aktywność elektryczną, co pozwala na leczenie wybranych typów arytmii. W przypadku całkowitego usunięcia narządu, procedura ta jest określana z użyciem sufiksu -ektomia odnoszącego się do konkretnego organu.